# Uniden
Uniden Corporation (ユニデン 株式会社, Yuniden Kabushiki gaisha ) é uma empresa japonesa do setor de comunicação sem fio. Uniden foi criada em 7 de fevereiro de 1966 por seu fundador Hideo Fujimoto (CEO).
Durante a década de 1980, Uniden cresceu para se tornar a maior fabricante mundial de telefones sem fio, além de equipamentos de televisão por satélite, rádios móveis, eletrônica avançada de marinha e scanners de freqüência (a última sob a marca Bearcat).
Na Europa, tornou-se sucesso no mercado das telecomunicações com a introdução de telefones sem fio de 900 MHz.

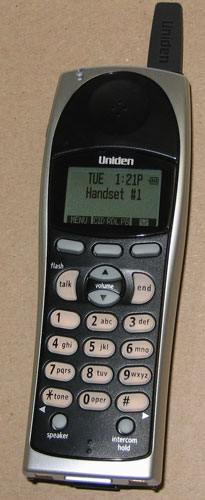
Telefone sem fio Uniden
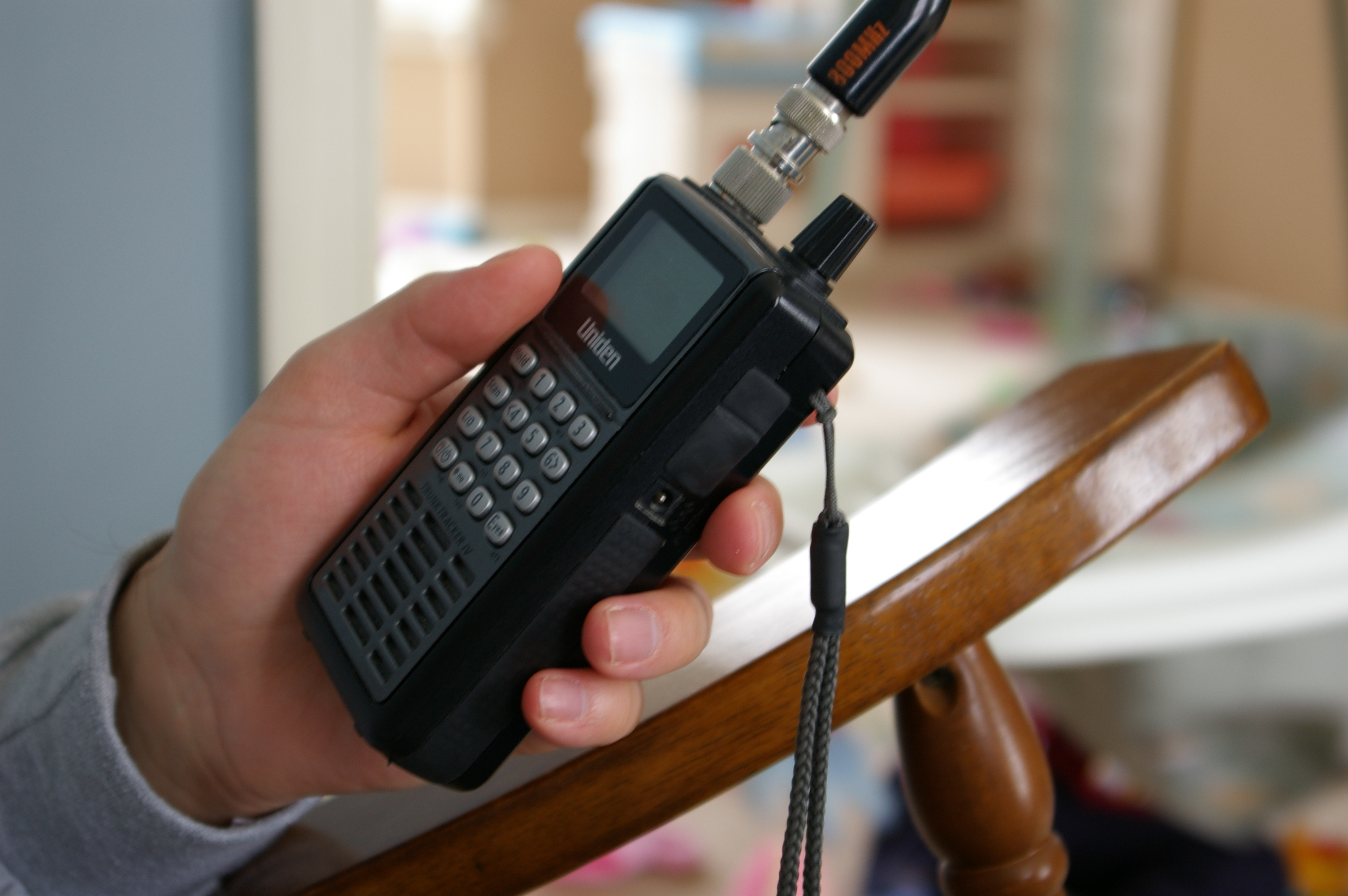
Uniden walktalk
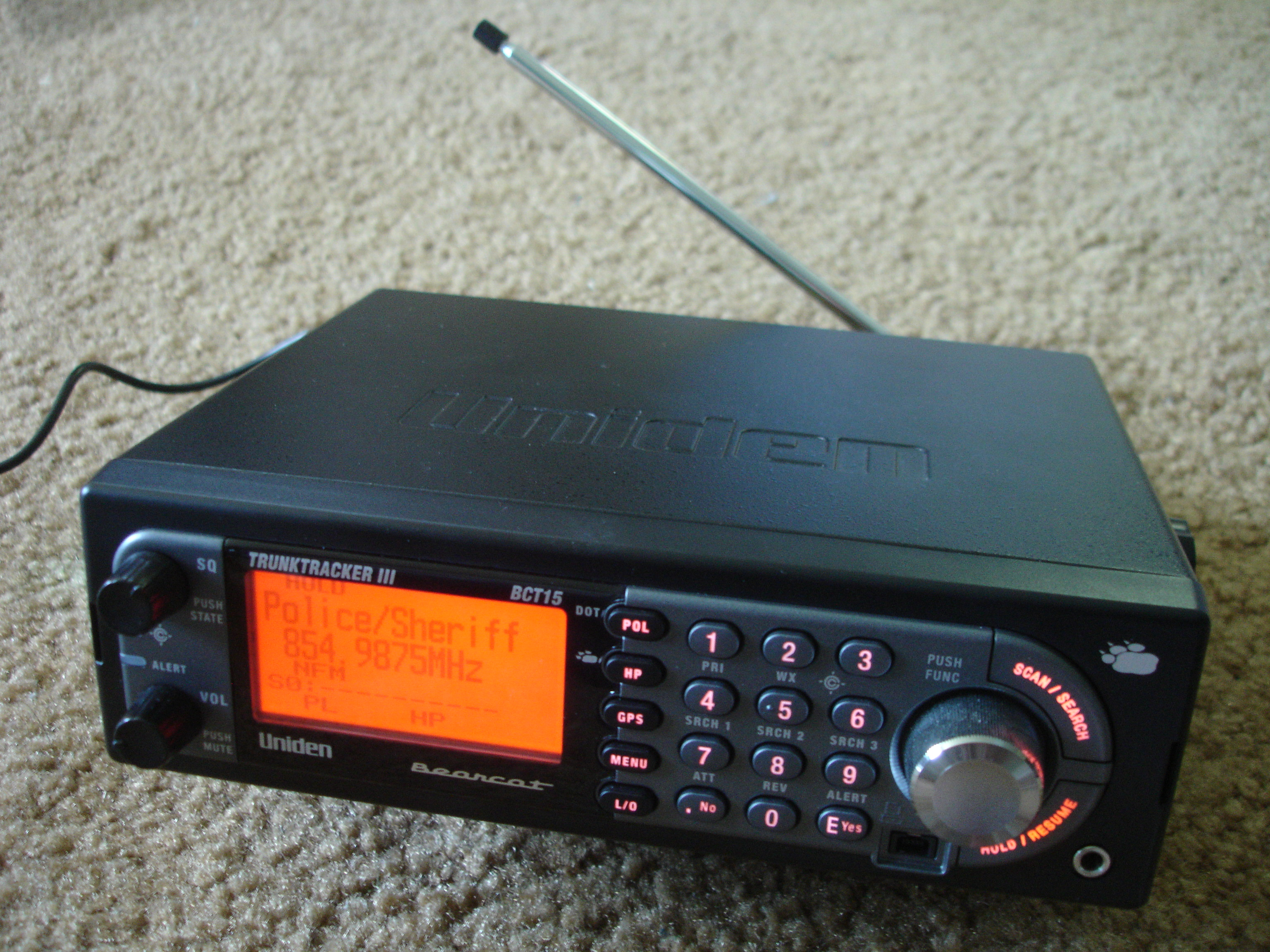
Scanner movel Uniden